# Leatherhead (Tortues Ninja)
Leatherhead (littéralement Tête de cuir en anglais) est un personnage de fiction de la saga des Tortues Ninja, un alligator mutant anthropomorphique. Il est l'un des personnages à la position la plus instable dans toute la saga et les adaptations, tantôt allié et tantôt ennemi des Tortues. Bishop est son ennemi juré.

## Comics
Leatherhead n'était à l'origine rien d'autre qu'un alligator enfant abandonné dans les égouts par ses maîtres humains. Vivant un temps dans les égouts, il fut finalement retrouvé par les Utroms, qui, pris de pitié, le ramenèrent à leur refuge. Là, il fut exposé à un mutagène similaire à celui qui créa les Tortues Ninja, faisant de lui un immense alligator anthropomorphique, avec une intelligence humaine. Malgré cet incident, les Utroms le gardèrent avec eux, et il se mit à les considérer comme sa famille. Plus tard malheureusement, les Utroms furent forcés de fuir leur QG et d'abandonner Leatherhead derrière eux.
Désespéré, Leatherhead fuit dans les égouts, où il se retrouva vite traqué par un chasseur désireux de faire de lui un trophée. Cette poursuite le conduisit vers le refuge des Tortues, qui prirent son parti. Après la défaite du chasseur, il fut autorisé à rester avec eux dans les égouts.
Cependant, Leatherhead espérait toujours pouvoir rejoindre les Utroms, et entreprit de construire un téléporteur pour atteindre leur planète. Il reçut à cette fin l'aide des Tortues, et d'un groupe de techniciens du Clan des Foot, qui craignaient d'être dévorés s'ils ne coopéraient pas. La machine fut terminée, mais ne fonctionna hélas pas, éclatant simplement au visage de Leatherhead et lui faisant perdre un œil. Reportant sa colère sur les Tortues, le crocodile devint ainsi temporairement un antagoniste.
Leatherhead resurgit plus tard dans le volume 4. Il fait une apparition aux funérailles de Splinter. Il est par la suite vu combattant un Raphael muté dans les égouts avant de partir à la nage. On ignore où en est sa relation avec les Tortues, mais Raphael dit espérer ne pas l'avoir blessé, suggérant qu'ils sont à nouveau en bons termes.
Il est également apparu dans deux issues de Tales of TMNT Volume 2. Dans l'issue #8, un Leatherhead désillusionné et mentalement instable est retrouvé en train de construire un téléporteur par Raphael. Leatherhead semble avoir une rancune malsaine contre Donatello, et tue presque Raphael en le prenant pour lui (dans cette version, les Tortues portent toutes des bandanas rouges). Une fois que le Téléporteur fut achevé, il s'activa soudain, et trois Utroms apparurent. Ils tirèrent sur Leatherhead, l'écartant, et détruisirent le Téléporteur avant de partir.
Dans l'issue #23, les Tortues sont appelés par les Utroms pour les aider à sauver Leatherhead d'un groupe d'Utroms renégats radicaux, appelés "Les Illuminés" (les mêmes qui ont tiré sur Leatherhead dans l'issue #8), dans leur tentative de cloner une armée de mutants pour les aider dans leurs plans de "nettoyer" le monde. Il est révélé qu'ils droguaient secrètement Leatherhead, le conduisant ainsi à construire le second téléporteur qu'il avait fait dans l'issue #8, puis de se réveiller sans s'en rappeler grand-chose. La drogue a aussi régénéré son œil manquant, et l'a rendu plus grand en termes de taille. Les Tortues sauvent Leatherhead, battent les clones et aident dans la destruction des Illuminés. Leatherhead choisit de rester sur Terre avec les Tortues plutôt que de regagner le monde Utrom. Ces évènements se situent chronologiquement entre les volumes 2 et 4 de la série de Mirage comic.
Dans le passé, à plusieurs conventions de comic, le créateur de Leatherhead, Ryan Brown, avait originellement prévu de tuer le personnage à la fin de Tales of TMNT volume 1 Issue #6, en faisant tomber l'alligator dans les gorges des égouts avec le chasseur dans sa gueule, mais Peter Laird opta plutôt pour qu'il survive et retourne dans les égouts avec les Tortues.

## Série animée originale
Leatherhead apparaît dans la série animée originale, en tant que simple antagoniste plutôt que le personnage complexe qu'il était à la base. Ici, il est un alligator ayant muté à la suite du contact avec le mutagène laissé par Shredder et Krang dans un marais.

## Série animée de 2003
Leatherhead apparaît dans la série animée de 2003 et prend le nom de Mâchoire. Ici, en opposition à la première série animée, il est présenté comme très similaire à la version du comic, à l'unique différence qu'il est clairement défini comme un allié des Tortues, et ne vacille pas du côté des ennemis. Comme dans le comic, c'est un bébé crocodile retrouvé par les Utroms et ayant accidentellement muté à la suite du contact avec l'un de leurs mutagènes. Mâchoire a été élevé par les Utroms, qui lui ont enseigné une grosse partie de leur connaissance, et il est par conséquent un scientifique émérite pratiquement au même niveau que Donatello, avec qui il coopère souvent. Bien que d'ordinaire calme, aimable et bienveillant, il a des moments de crise où il tend à se mettre en rage et devenir plus bestial, caractérisé visuellement par ses pupilles rondes devenant fendues : il devient alors un allié de poids même si cette perte de contrôle peut le rendre dangereux autant pour ses amis que ses ennemis.

## Série animée de 2012
C’est un des personnages au passé le plus sombre de la série, ayant été torturé par les kraangs. Il porte d’ailleurs une cicatrice au flanc gauche, souvenir de son évasion de la prison kraang.
Lorsqu’il n’était encore qu’un bébé alligator, il fut recueilli par un enfant, qui le cacha chez lui. Mais lorsque ses parents découvrirent l’animal, ils le jetèrent dans les toilettes. Plus tard, Leatherhead fut découvert par les kraangs, qui l’emmenèrent dans un laboratoire de la Dimension X. Là ils purent effectuer un grand nombre d’expériences sur lui, à partir de mutagène, et l’alligator connut plusieurs formes d’état, jusqu’à celle qu’il a aujourd’hui. Mais un jour, alors qu’il était dans une cellule kraang sur Terre, il parvint à s’échapper, et se cacher dans les égouts. Avec lui, il emporta une pile à combustible kraang, un puissant générateur d’énergie, qui leur permettait d’ouvrir un portail inter-dimensionnel, et faire venir sur Terre des armes et des armées dangereuses.
La pile est cachée dans les fin-fonds des égouts, derrière un long couloir piégé. Quant à lui, il se réfugie dans une voiture de rame de métro, sur une ligne désaffectée. Mais un jour, lors d’une sortie, les kraangs le retrouvent, et tentent de le capturer à nouveau. Leur nombre est trop important, et il se fait submerger. Heureusement, les tortues se trouvant non loin, assistent à la scène. Si trois d'entre elles ne sont pas enclines à aller aider l’alligator, Michelangelo ne veut pas le juger sur son physique effrayant, et entraîne ses frères au combat. Les kraangs maîtrisés, il reste Leatherhead, étendu sur le sol, inconscient. Michelangelo veut à tout prix le ramener au repaire pour le soigner. Finalement, ses frères l’aident, et à leur grande surprise, Splinter se montre aussi favorable à accueillir cet hôte chez eux. L’épisode la créature des profondeurs (S1 E12) se base notamment sur le respect d’un inconnu, malgré son apparence peu rassurante. Les tortues laissent donc Michelangelo avec l’alligator, le temps que celui-ci reprenne ses esprits, pour aller chercher la pile à combustible dont elles avaient eu vent.
Leatherhead reste traumatisé par les kraangs, et se méfie de tout le monde. C’est pourquoi à son réveil, il essaie de tuer Michelangelo, qui parvient finalement à le calmer, et à parler avec lui, lui raconter ce que lui avaient fait les kraangs. Avec lui, il n'est pas possible de prononcer le mot « kraang » sans le voir rentrer dans une fureur noire. C’est l’erreur que commettent les tortues, après avoir bravé maints dangers et retrouvé la pile à combustible, que Leatherhead avait caché. Une fois calmé par Splinter, il préfère s'en aller, avec Michelangelo derrière lui. Il se réfugie dans sa voiture de métro, et y cache la pile. Les trois autres tortues se mettent à leur recherche, et les retrouvent à l’intérieur. Mais les kraangs sont aussi sur la piste, et tentent d’envahir la petite voiture. Leatherhead, reconnaissant envers les tortues, et voyant qu’elles sont capables de protéger la pile, s’en va occuper les kraangs, pour que les tortues fuient. Donatello place la pile dans la batterie de la voiture, et le propulse jusqu’à la zone de traitement des eaux de New York, à plusieurs kilomètres de là.
Mais la pile à combustible est finalement reprise dans l’épisode le Pulvériseur (S1 E16) par les kraangs, après avoir été utilisée dans la nouvelle invention de Donatello, le Shellraiser (moyen de transport terrestre des tortues dans cette série). C’est pourquoi les tortues demandent de l’aide à Leatherhead pour la retrouver, et envahir la tour du T.C.R.I. dans l’épisode mystères au T.C.R.I. (S1 E17). Pour cette opération, il est caché dans une caisse de bois, qu’April livre aux kraangs. Il en sort pour occuper les extraterrestres, tandis que les tortues partent à la recherche de la pile. Mais les kraangs l’utilisent déjà pour ouvrir le portail, et en font sortir le général Traag. Par sa taille, il en fait baver aux tortues, jusqu’à l’arrivée de Leatherhead, qui par sa force, parvient à égaler le colosse de pierre. Leonardo devait détruire le portail, mais avec Traag qui n’était pas prévu dans le plan, il se retrouve à essayer de détruire les deux obstacles. Mais la détonation des bombes est inefficace, et c’est Leatherhead qui est contraint de se sacrifier, emportant Traag avec lui dans le portail, au moment où les kraangs s’apprêtaient à envoyer quelque chose d’autre.
Dans l'épisode 24 de la saison 2, il est révélé qu'il est encore en vie après sa longue d'absence. Par la même occasion, il a reçu de nouvelles cicatrices et semble plus âgé (à cause du fonctionnement différent du temps dans la dimension x). Les tortues parviennent à le sauver et à le ramener sur Terre. Durant l'épisode final de la saison 2, il sauve Splinter de Shredder avant que ce dernier ne l'attaque violemment, le faisant tomber sur un fossé au-dessus de l'eau des égouts qui finit par craquer sous son poids et est emporté par l'eau des égouts. Il n'a plus été revu après, mais il est fort possible qu'il ait survécu.
Il revient dans le nouveau générique de la saison 3 confirmant ainsi sa survie et son retour.
Depuis les krangs et le clan des foots ont envahi et semé le chaos sur New York et contaminé et réduit les New-yorkais en mutants hideux et esclaves. Leatherhead, Slash, Pete le pigeon mutant, Dr Rockwell le chimpanzé mutant et Jack Kurzman doivent fonder une ligue avec l'aide des tortues ninjas pour sauver la ville et ses habitants et vaincre les krangs.
Plus tard, Leatherhead et la ligue des mutants se rendent compte que le clan des foots est impliqué avec les Krangs et décident de les affronter. Leatherhead et Pete le pigeon mutant sont vaincus. Slash, Dr Rockwell et Raphaël sont capturés par le clan des foots et sont ensuite délivrés par Michelangelo, Leonardo, Donatello, Leatherhead et Pete. La ligue des mutants et les tortues ninja ont alors battu le clan des foots et battent en retraite.
Leatherhead est présent dans le dernier épisode de la saison 3 avec sa ligue et affrontera les triceratons avec l'aide des protagonistes, sa ligue et surtout avec mondo gecko et Muckman sera aspiré par le vortex des triceratons.
Il est apparu en caméo dans épisode 1 de la saison 4 avec sa ligue et Mondo Gecko.
Les tortues parviennent à voyager dans le temps grâce à un Robot extraterrestre, leur permettant ainsi d'empêcher la destruction de la terre et de tous leur ami i-compris Leatherhead.
Par la suite lui et sa ligue avec les tortues combattent le gang des Italo-américains qui cherche à dératiser les mutants.
À l'épisode final de la saison 5, il aide les protagonistes et leur homologue de 1987 avec ses partenaires de la ligue.